# Yolanda Morazzo
Yolanda Morazzo Lopes da Silva, née le 16 décembre 1927, morte le 27 janvier 2009, est une poète et écrivaine cap-verdienne de langue  portugaise.

## Biographie
Yolanda Morazzo est née sur l'île de São Vicente, au Cap-Vert , à l'époque placée sous le régime colonial portugais. Elle est la petite-fille du poète José Lopes da Silva,  poète qu'elle a côtoyé durant son enfance et adolescence dans les îles. Elle est la fille d'Ida Santos Morazzo et de Vasco de Gama Lopes da Silva. Morazzo est donc le patronyme de sa mère, issue d'une famille italienne (de Varazze) installée à la fin du XIXe siècle au Cap-Vert.
Ses parents s'installent à Lisbonne, alors qu'elle a 16 ans. Elle étudie le français, et la littérature française, à l'Alliance Française et  l'anglais à l'Institut Britannique. Elle publie son premier poème en 1954 (elle est considérée comme une des premières femmes poètes  publiée au Cap-Vert). Elle est associée à la revue Claridade, et au mouvement littéraire post-Claridade de cet État insulaire d'Afrique de l'Ouest. Elle a participé à la création de Suplemento Cultural, une autre revue littéraire. Elle se rend en Angola en 1958 avec son mari pendant une période de trouble engendrée par la lutte, soutenue par Cuba et l’Union soviétique contre les forces coloniales portugaises, jusqu'en 1968, et travaille quelque temps à l'ambassade de Yougoslavie, à Luanda. Après l'indépendance du Cap-Vert acquise en juillet 1975 et de l'Angola en novembre 1975, elle s'installe au Portugal et publie un livre intitulé Cantico de ferro : Poesua de Intervenção en 1976. 
Son travail est mis en avant dans l'anthologie de Maria M. Ellen Across the Atlantic: An Anthology of Cape Verdean Literature, publiée en 1988. Son oeuvre évoque le quotidien de son île natale.
L'un de ses derniers poèmes est publié en 2004. Plus tard, son recueil de poèmes intitulé Complete Poems : 1954-2004 s'étendant sur 50 ans de son œuvre poétique est publié par Imprensa Nacional-Casa da Moeda en 2006.
Elle meurt à Lisbonne le 27 janvier 2009 à 81 ans.

## Famille
Elle a parmi sa famille d'autres écrivains célèbres dans les îles, notamment António Aurélio Gonçalves et Baltasar Lopes da Silva, ainsi qu'une autre femme, Ivone Ramos.

## Principales publications
- Cantico de ferro : Poesia de Intervenção (Edições Petra, 1976). (OCLC 46568357)
- Poesia completa : 1954-2004. Imprensa Nacional-Casa da Moeda, 2006.   (ISBN 978-972-27-1438-9)978-972-27-1438-9. (OCLC 799527623)